# Bjoa
Bjoa este o localitate din comuna Vindafjord, provincia Rogaland, Norvegia.